# Mnesibulus bicolor
Mnesibulus bicolor är en insektsart som först beskrevs av Wilhem de Haan 1842.  Mnesibulus bicolor ingår i släktet Mnesibulus och familjen syrsor. Inga underarter finns listade i Catalogue of Life.